# Berswordt

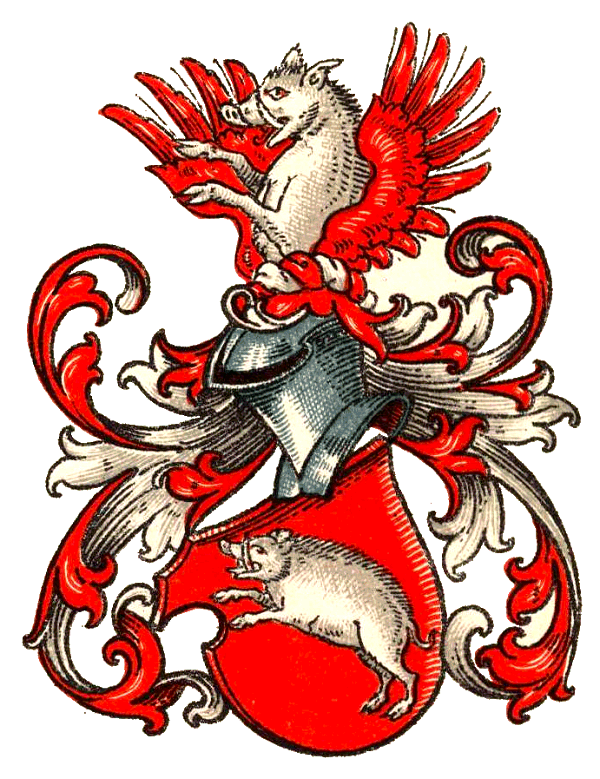
Wappen derer von Berswordt

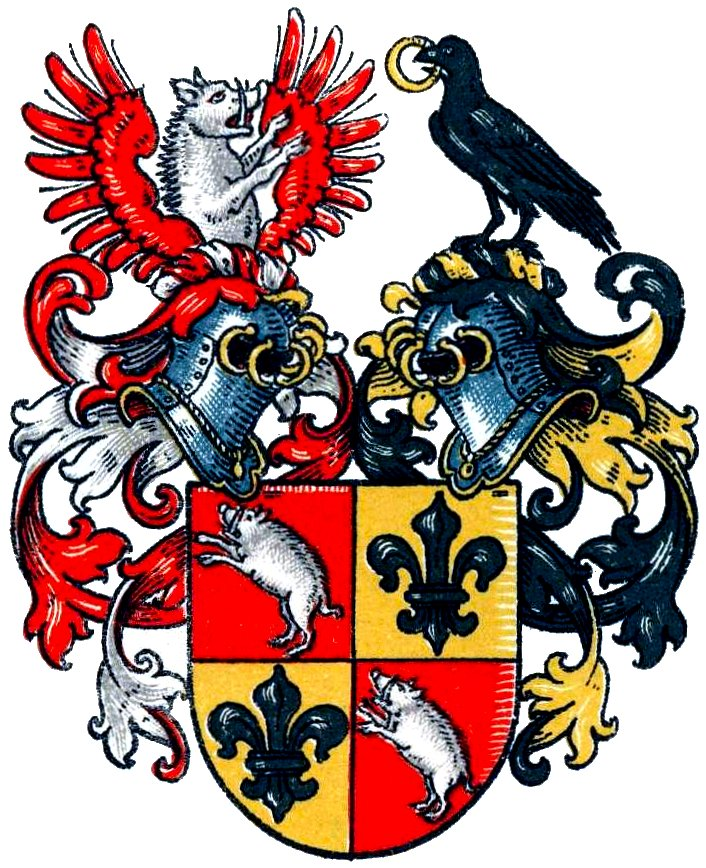
Wappen derer von Berswordt gen. Wallrabe

Berswordt ist der Name eines deutschen Adelsgeschlechts, das der ehemaligen freien Reichsstadt Dortmund entstammt. Die Herren von der Berswordt gehörten zu den ältesten und bedeutendsten Stadtadelsgeschlechtern in  Dortmund und Soest.

## Geschichte
Das Geschlecht benannte sich nach einem gleichnamigen Ansiedel bei der Nikolaikirche in Dortmund. Erstmals urkundlich erwähnt wird die Familie 1249 mit dem bereits patrizisch genannten Lambertus de Beresword, mit dem vermutlich auch die Stammreihe beginnt. Im Rat der Stadt Dortmund erscheinen Mitglieder der Familie ab 1261. Bis 1803 wurden 30 von ihnen über 400 mal als Ratsherren gewählt, davon 108 mal als Bürgermeister. Um 1800 wurde ein Berswordter als der letzte „Patricius“ von Dortmund bezeichnet.
Schon früh organisierten sich Angehörige der Familie in der Dortmunder Junkergesellschaft und später in der adeligen Gesellschaft auf dem Richthaus. In Soest gehörten sie der Sterngesellschaft an. In Dortmund, aber vor allem in Soest, wurden sie allmählich landadelig. Der Stadt- und Landadel in Soest und der Soester Börde hat im Jahre 1800 vom preußischen König Friedrich Wilhelm III. sogar eine eigene Standesuniform, wie einige Jahre zuvor die Ritterschaft der Grafschaft Mark, erhalten.
Lange Zeit beteiligte sich die Familie zusammen mit weiteren bedeutenden Patrizierfamilien, wie die von der Bracken, von Hoevel und den aus Köln stammenden und im Hanse-Fernhandel wie im Dortmunder Stadtregiment besonders vertretenen Klepping, am Großhandel nach England. Auch in Soest, wo sie 1522 das Bürgerrecht erwarben, gehörten sie bald zu den ersten Stadtadelsgeschlechtern.
Die ab 1400 in mehreren Linien auftretende Familie besteht bis heute. Ein aus Dortmund stammender Zweig gelangte nach Scheidingen und war mit Heidhof bei Hamm begütert. Eine weitere Zweiglinie besaß Güter zu Rudolfslohe, Mielinghausen und Hüttinghausen bei Soest, Dykburg bei Münster und zu Hüsten an der Ruhr. Eine Linie kam bis nach Schlesien, eine weitere nennt sich von Berswordt-Wallrabe und ist in Weitmar begütert.

## Wappen

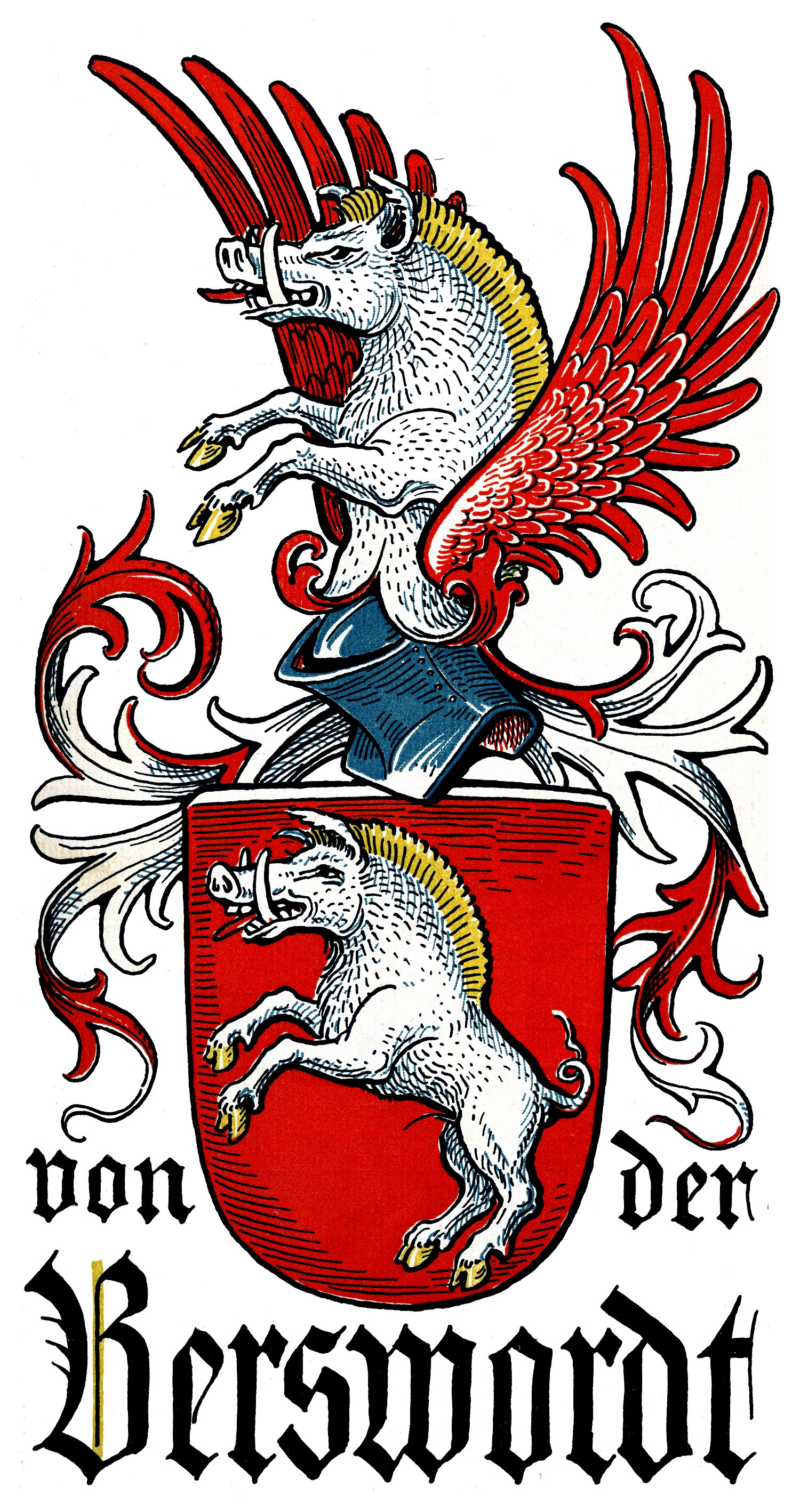
Wappen bei Otto Hupp, 1930

Das Stammwappen zeigt in Rot einen springenden silbernen Eber. Auf dem Helm der Eber wachsend zwischen einem offenen roten Flug. Die Helmdecken sind rot-silbern.

## Bekannte Namensträger
- Johann von der Berswordt (1574–1640), westfälischer Geschichtsschreiber und Verfasser der Historia Westphaliae
- Friedrich Wilhelm von Berswordt-Wallrabe (1745–1814), Schlossherr von Haus Weitmar[2]
- Friedrich von Berswordt-Wallrabe (1804–1880), Schlossherr von Haus Kemnade
- Rudolf von Berswordt (1817–1877), preußischer Landrat im Kreis Oels
- Wilhelm von Berswordt-Wallrabe, Major in Wetzlar[3]
- Ludwig von Berswordt-Wallrabe (1844–1926), Mitglied des preußischen Provinziallandtages
- Alexander von Berswordt-Wallrabe (* 1943), Kunstvermittler[4]
- Kornelia von Berswordt-Wallrabe (* 1944 in Sagan), Landesmuseumsdirektorin von Mecklenburg-Vorpommern[5]
- Silke von Berswordt-Wallrabe (* 1970), deutsche Kunsthistorikerin, Ausstellungsmacherin und Autorin
- Sophie von Berswordt-Wallrabe (* 1996), niederländische Mountainbikerin[6]